# Bettlach (França)
Bettlach (en alsacià Battlech) és un municipi francès, situat a la regió del Gran Est, al departament de l'Alt Rin. L'any 2006 tenia 342 habitants.

## Demografia
| 1962 | 1968 | 1975 | 1982 | 1990 | 1999 |
| ---- | ---- | ---- | ---- | ---- | ---- |
| 178  | 194  | 223  | 233  | 247  | 288  |

## Administració
| Període   | Identitat        | Partit |
| --------- | ---------------- | ------ |
| 2001-2008 | Michel Wittig    |        |
| 2008-2014 | Adrien Schoeffel |        |
| 2014-2020 | Christian Rey    |        |